# اکریز
اکریز (به انگلیسی: Acrise) یک روستا و محله مدنی در بریتانیا است که در فولکاستون اند هایت واقع شده‌است. اکریز ۱۷۲ نفر جمعیت دارد.